# 莊博淵
莊博淵（2010年2月3日—），是台灣少棒選手，目前為新竹市北區西門國民小學畢業的棒球選手。是其中一名代表中華台北參加2022年U-12世界盃棒球賽的選手，最終獲得銅牌的成績。

## 基本資料
- 投打習慣：左投左打
- 守備位置：投手、一壘手、外野手
- 出生地點：新竹市